# Silvabestius
Il silvabestio (gen. Silvabestius) è un mammifero marsupiale estinto, appartenente ai diprotodontidi. Visse nell'Oligocene superiore/Miocene inferiore (circa 24/22 milioni di anni fa) e i suoi resti fossili sono stati ritrovati in Australia.

## Descrizione
Questo animale, grosso all'incirca quanto una pecora, doveva assomigliare vagamente a un vombato. Il cranio era lungo circa 25 centimetri; l'animale intero doveva essere lungo circa un metro e l'altezza doveva essere di circa 60 centimetri. Silvabestius possedeva i classici premolari a quattro cuspidi, tipici degli zigomaturini (Zygomaturinae). Come questi ultimi, possedeva inoltre un processo timpanico alisfenoide ventrale. Era presente ancora un piccolo canino. Il terzo premolare superiore possedeva alcune caratteristiche che si riscontrano negli altri zigomaturini, ma meno sviluppate. Al contrario degli zigomaturini successivi, Silvabestius possedeva un cranio privo di diastema nella mascella superiore.

## Classificazione
Il genere Silvabestius venne descritto per la prima volta nel 1997, sulla base di alcuni fossili ritrovati nella zona di Riversleigh, in Queensland. Sono note due specie: la più antica Silvabestius michaelbirti, nota per un cranio quasi completo, dotata di denti dalla corona più bassa e da una struttura più semplice del terzo premolare superiore, e S. johnnilandi, nota principalmente per due crani rinvenuti insieme, probabilmente una madre col suo piccolo. 
Silvabestius sembrerebbe essere stato un membro basale degli zigomaturini, un gruppo di diprotodontidi dalle insolite specializzazioni dentarie, i cui membri avanzati mostravano notevoli arcate zigomatiche e ossa nasali rigonfie. È possibile che uno stretto parente di Silvabestius fosse Nimbadon, anch'esso rinvenuto a Riversleigh.

## Paleobiologia
Il ritrovamento dei due crani di S. johnnilandi indica che probabilmente i due esemplari fossero madre e figlio: il cranio più piccolo presenta numerose caratteristiche giovanili (dentatura ancora in fase di sviluppo e priva di usura, ossa craniche non fuse, incisivi inferiori e superiori distanti fra loro quando le fauci erano chiuse), e i due crani sono stati ritrovati in contatto l'uno con l'altro, sostanzialmente naso a naso. È probabile che, come tutti gli zigomaturini, anche Silvabestius si nutrisse di foglie e piante tenere.